# メールワイン・ポンドルフ・バーレー還元
メールワイン・ポンドルフ・バーレー還元（メールワイン・ポンドルフ・バーレーかんげん、英語: Meerwein–Ponndorf–Verley reduction）は、ケトンまたはアルデヒドのカルボニル基のみを選択的に還元しアルコール体を与える反応である。メーヤワイン・ポンドルフ・ヴァーレイ還元、メールワイン・ポンドルフ還元と呼ばれる場合もある。1920年代に、Meerwein、Ponndorf、Verley らによってそれぞれ独自に報告された。MPV還元と略称される。
この反応は、Lewis酸性を持つ、アルミニウムイソプロポキシドと反応物のカルボニル体とが6員環遷移状態を経由して、イソプロポキシドからヒドリド転位が生じることで還元反応が進行する。一連の過程は可逆反応であり、この反応機構でアルコールからカルボニルへと酸化する反応はオッペナウアー酸化として知られている。6員環遷移状態を経由するヒドリド転位反応である為、形式的にはヒドリド還元であるが、炭素二重結合、エステル基、ニトロ基、ハロゲン基を還元せず選択的にケトンあるいはアルデヒドを温和な条件でアルコール体へと還元できる。また、本反応にはカルボニル構造をとることが必須であり、ケト-エノール互変異性によりエノール体が優位なカルボニル化合物では反応がうまく進行しないことが知られている。
金属アルコキシドとしては、アルミニウムイソプロポキシドが利用されるが、ジルコニウムアルコキシド、ランタノイドアルコキシドを本反応に適用した例が知られている。
アルミニウムイソプロポキシドを利用する場合は、アルコキシドの交換が生じるのでイソプロパノール溶媒中で反応させ、穏やかに加熱して、生成するアセトンを反応系外へ留去する。生成したアルコールはアルミニウムアルコキシドとなっているので、無機酸で処理することで目的のアルコール体を得る。
アルミニウムイソプロポキシドを用いた非対称ケトンを本反応に適用すると、ラセミ体のアルコール体が得られる。しかし、この反応は6員環遷移状態を経由するので、嵩高い金属錯体を利用することで、エナンチオ面選択的に反応を進行させることもできる。光学活性なサマリウム錯体を利用して高エナンチオマー選択的にカルボニルを還元する方法も報告されている。